# Arroba de los Montes
Arroba de los Montes là một đô thị thuộc Ciudad Real, Castile-La Mancha, Tây Ban Nha. Đô thị này có dân số là 611.
| 1991 | 1996 | 2001 | 2004 |
| ---- | ---- | ---- | ---- |
| 705  | 694  | 627  | 584  |